# Atherigona setifemur
Atherigona setifemur este o specie de muște din genul Atherigona, familia Muscidae. A fost descrisă pentru prima dată de Malloch în anul 1923. Conform Catalogue of Life specia Atherigona setifemur nu are subspecii cunoscute.